# Norman Foster (architetto)

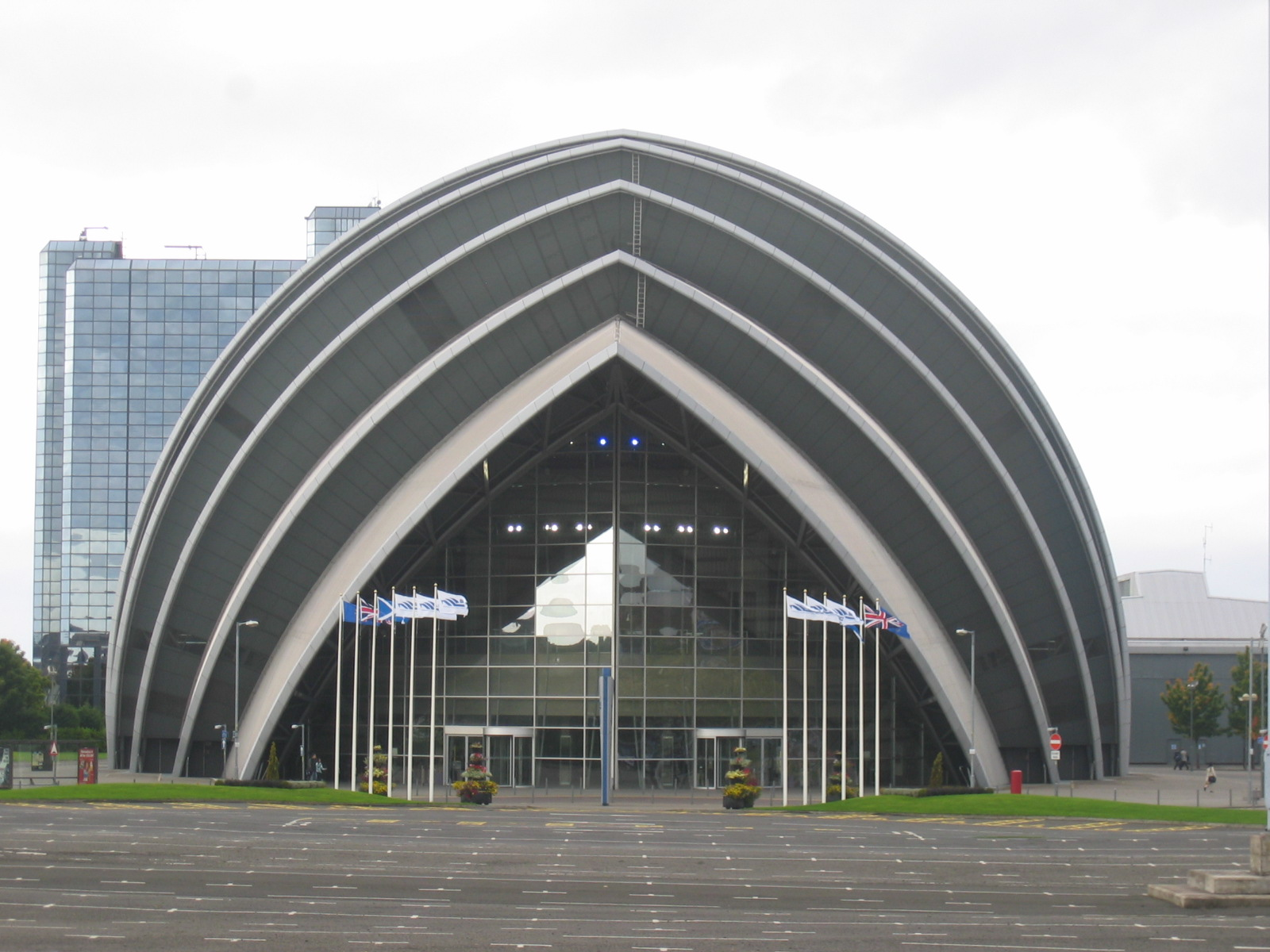
Clyde Auditorium, Glasgow

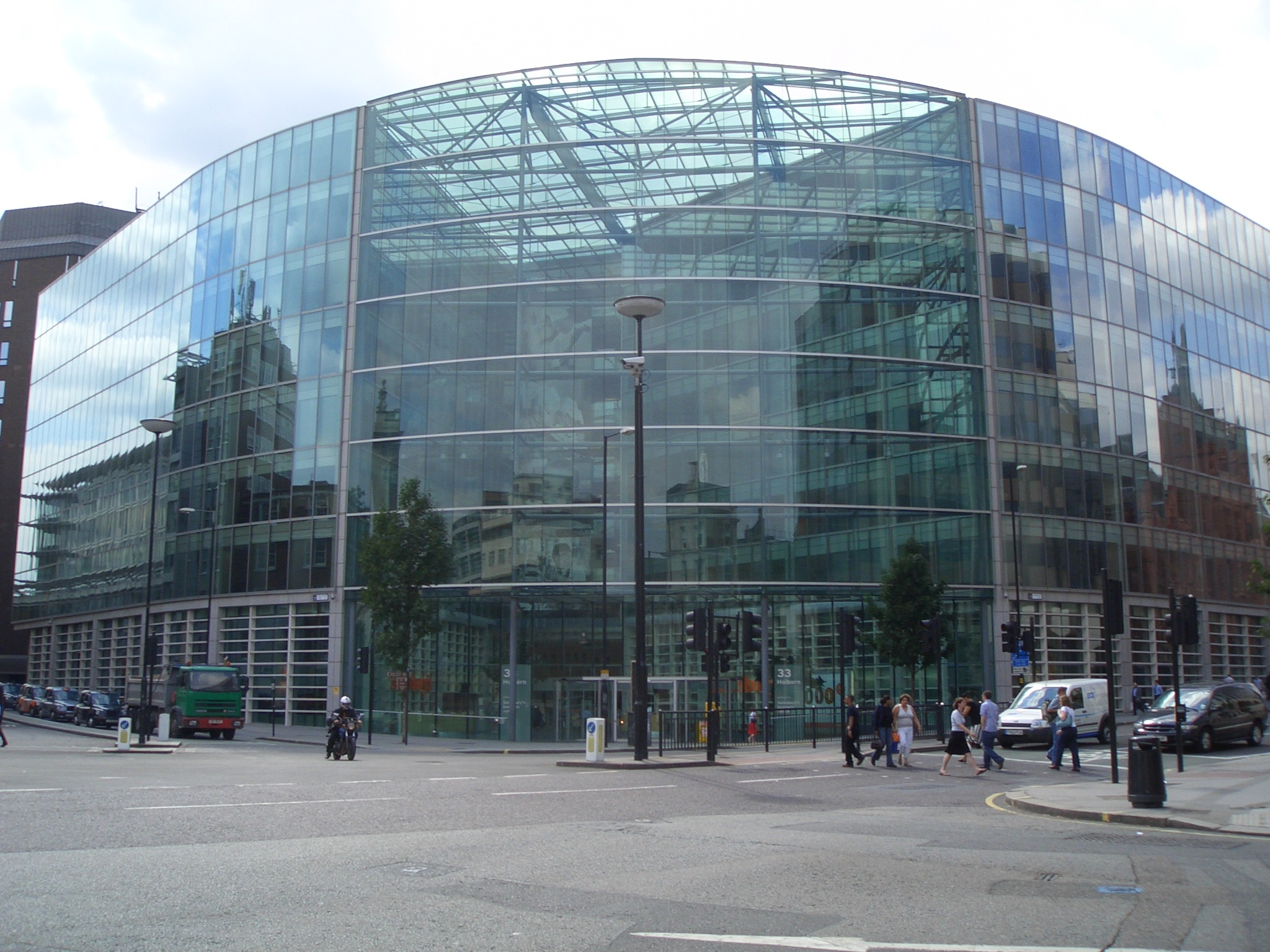
Sede centrale della compagnia J Sainsbury plc, Londra

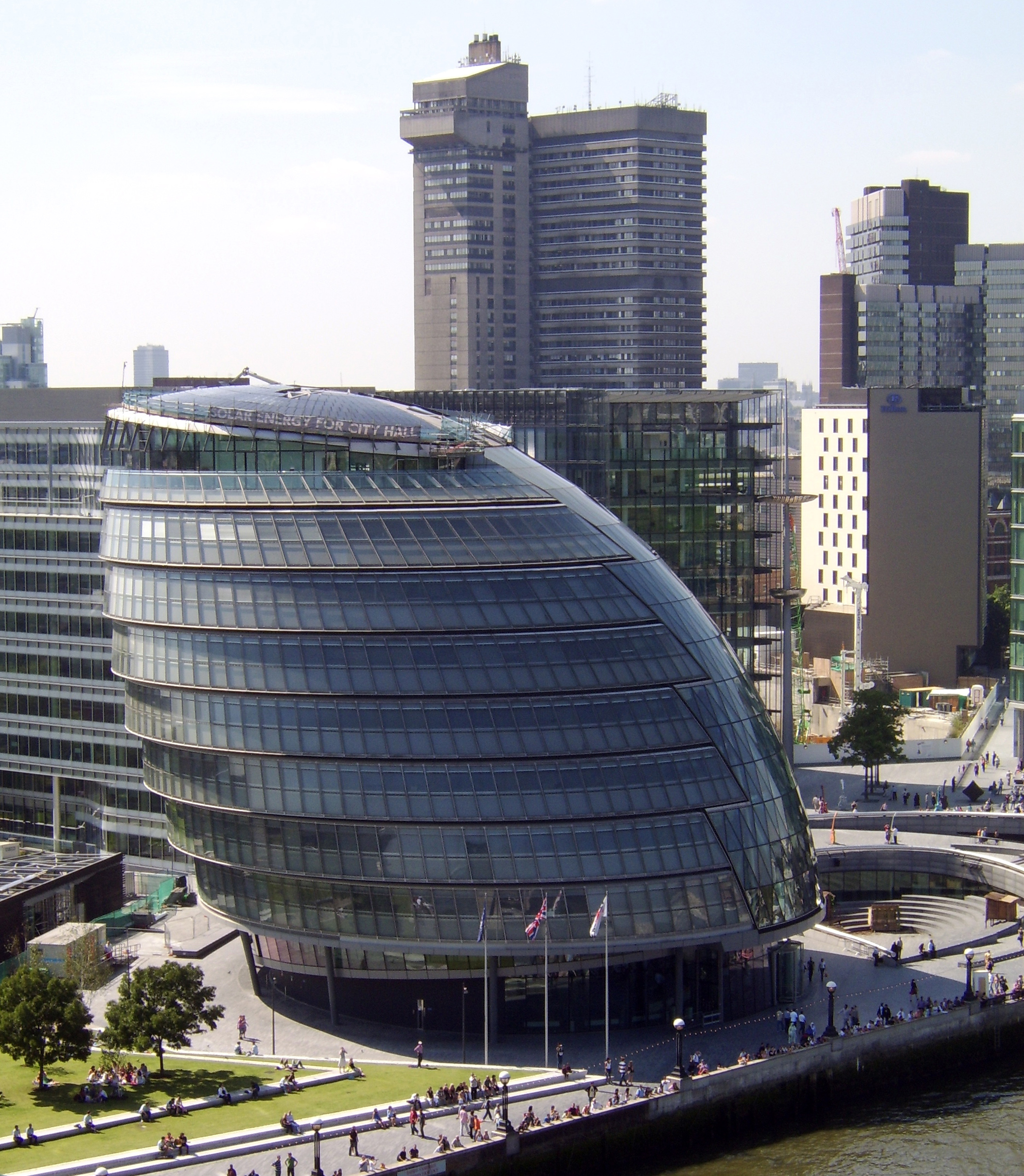
Il Municipio di Londra

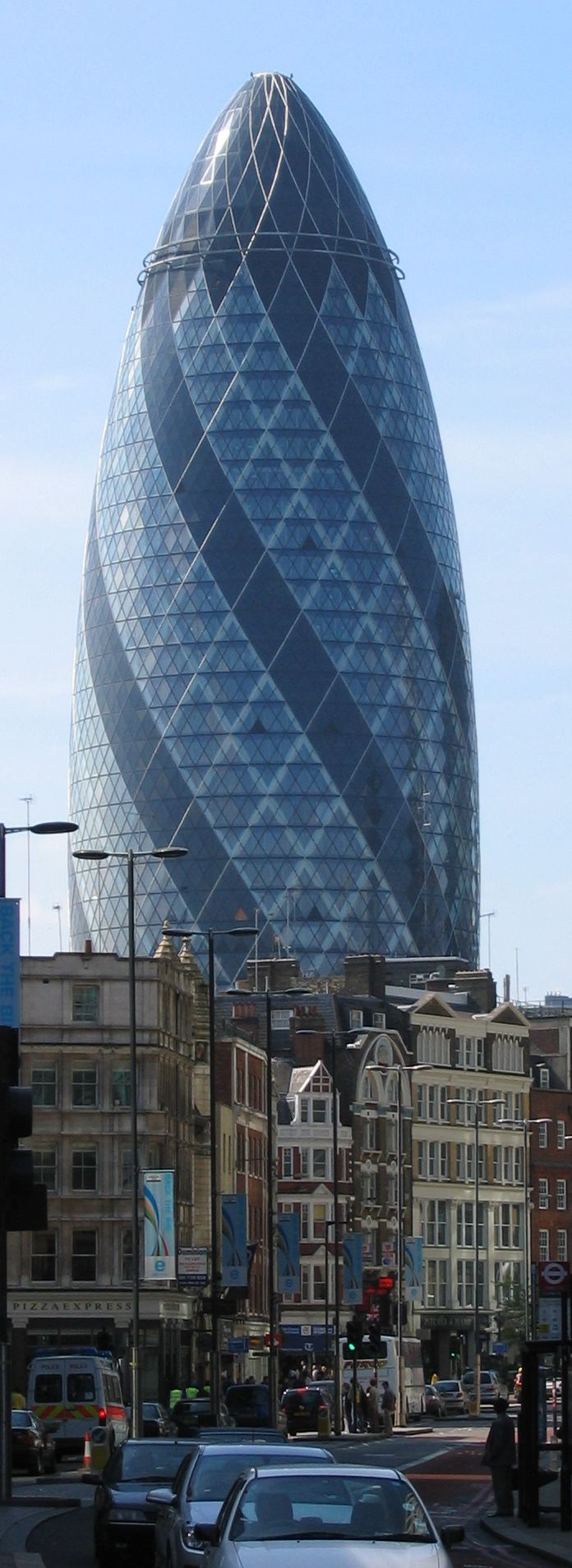
30 St Mary Axe, Londra

Lord Norman Robert Foster, Barone Foster of Thames Bank (Stockport, 1º giugno 1935), è un architetto e designer britannico, tra i principali esponenti dell'architettura high-tech.

## Biografia
Foster nacque nel 1935 a Manchester in una famiglia di operai, lasciò la scuola a 16 anni e andò a lavorare negli Uffici del Tesoro del comune di Manchester. Dopo il servizio militare nella Royal Air Force si iscrisse alla Scuola di Architettura e Pianificazione Urbana dell'Università di Manchester e conseguì la laurea nel 1961. Continuò gli studi con una borsa di studio all'Università Yale, negli Stati Uniti.
Tornato in Inghilterra, Foster fondò nel 1965 uno studio, Team 4, con Richard e Sue Rogers e la moglie Wendy. Nel 1967 Rogers lasciò Team 4 per lavorare con Renzo Piano, e Foster fondò con la moglie la Foster Associates, ora nota come Norman Foster + Partners. Tra il 1971 e il 1983 collaborò con Buckminster Fuller su diversi progetti, affermandosi a livello internazionale.
I primi progetti di Foster sono caratterizzati da un pronunciato stile high tech, e si concentrano sugli aspetti tecnologici e strutturali, ma in seguito le linee delle sue costruzioni si vanno in parte addolcendo e i suoi progetti esprimono un'architettura più convenzionale. Nel 1987 Foster (con lo studio Foster + Partners) riceve il più prestigioso fra i premi legati al design industriale: il Premio Compasso d'Oro per il sistema di tavoli e scrivanie per ufficio Nomos, realizzato per l'azienda italiana TECNO. Nel 1999 gli è stato assegnato il prestigioso Premio Pritzker.

## Foster + Partners
Nel 2013, lo studio Norman Foster + Partners, con 647 architetti dipendenti e un fatturato tra i 200 e i 209 milioni di dollari, è al 10º posto nell'elenco dei maggiori studi di architettura del mondo secondo la BD Insurance Bureau.
La società Foster and Partners ha sedi in diverse città del mondo e conta più di 700 dipendenti.

## Riconoscimenti
Foster ha ricevuto importanti riconoscimenti e premi:
- 1983: è stato insignito della Medaglia d'Oro Reale per l'Architettura dal Royal Institute of British Architects
- 1987: Premio Compasso d'oro (con lo studio Foster + Partners) per il sistema di tavoli e scrivanie per ufficio Nomos, realizzato per l'azienda italiana TECNO.
- 1990: è stato nominato baronetto dalla corte britannica
- 1991: è stato insignito della Medaglia d'Oro dall'Accademia di Francia
- 1994: è stato insignito della Medaglia d'Oro dall'American Institute of Architects
- 1998: Premio Stirling
- 1999: è stato insignito da Sua Maestà Britannica del titolo di Lord.
- 1999: premio Pritzker
- 2002: Praemium Imperiale Award for Architecture
- 2003: Premio Quadriga
- 2004: Premio Stirling per 30 St Mary Axe
- 2018: Premio Stirling per Bloomberg London

## Progetti realizzati
Foster ha una carriera estremamente prolifica. Le opere più importanti sono:
- IBM Pilot Head Office, Cosham, Inghilterra (1970-1971)
- Willis Faber and Dumas Headquarters, Ipswich, Inghilterra (1971-1975)
- Sainsbury Centre for Visual Arts, Università dell'Anglia Orientale, Norwich (1974-1978)
- Commerzbank Tower a Francoforte, Germania (1991-1997)
- Sede della HSBC (1979-1986) e l'Aeroporto Internazionale di Hong Kong, Chek Lap Kok, Hong Kong (1992-1998)
- Edificio dei terminal dell'aeroporto di Stansted (1981-1991)
- Metropolitana di Bilbao, Spagna (1988-1995) e (1992-2004)
- rinnovamento della Biblioteca Lionel Robbins, Biblioteca di Scienze Politiche ed Economiche della London School of Economics (1993-2001)
- Torre de Collserola, Barcellona (1992)

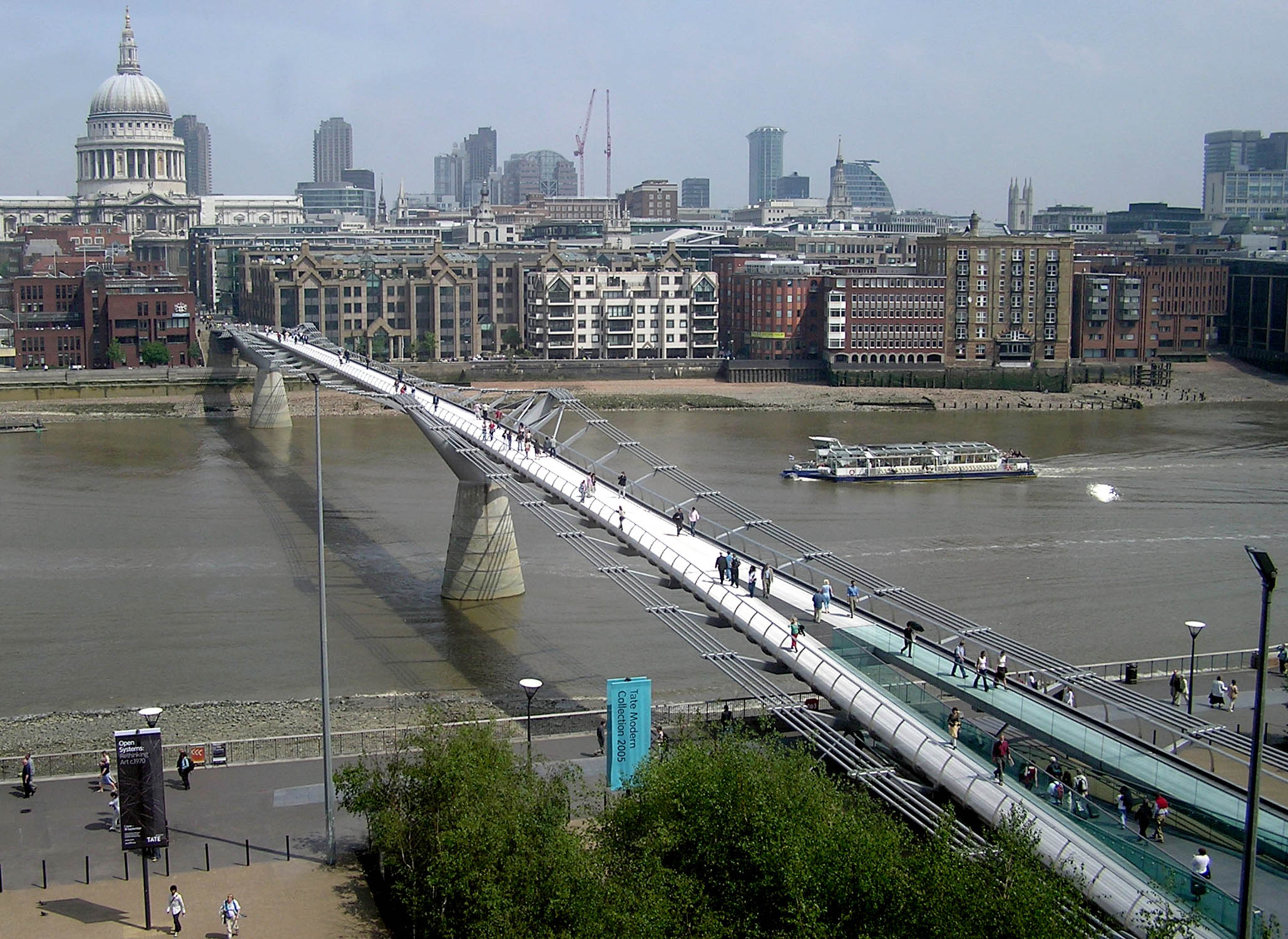
Il Millennium Bridge a Londra

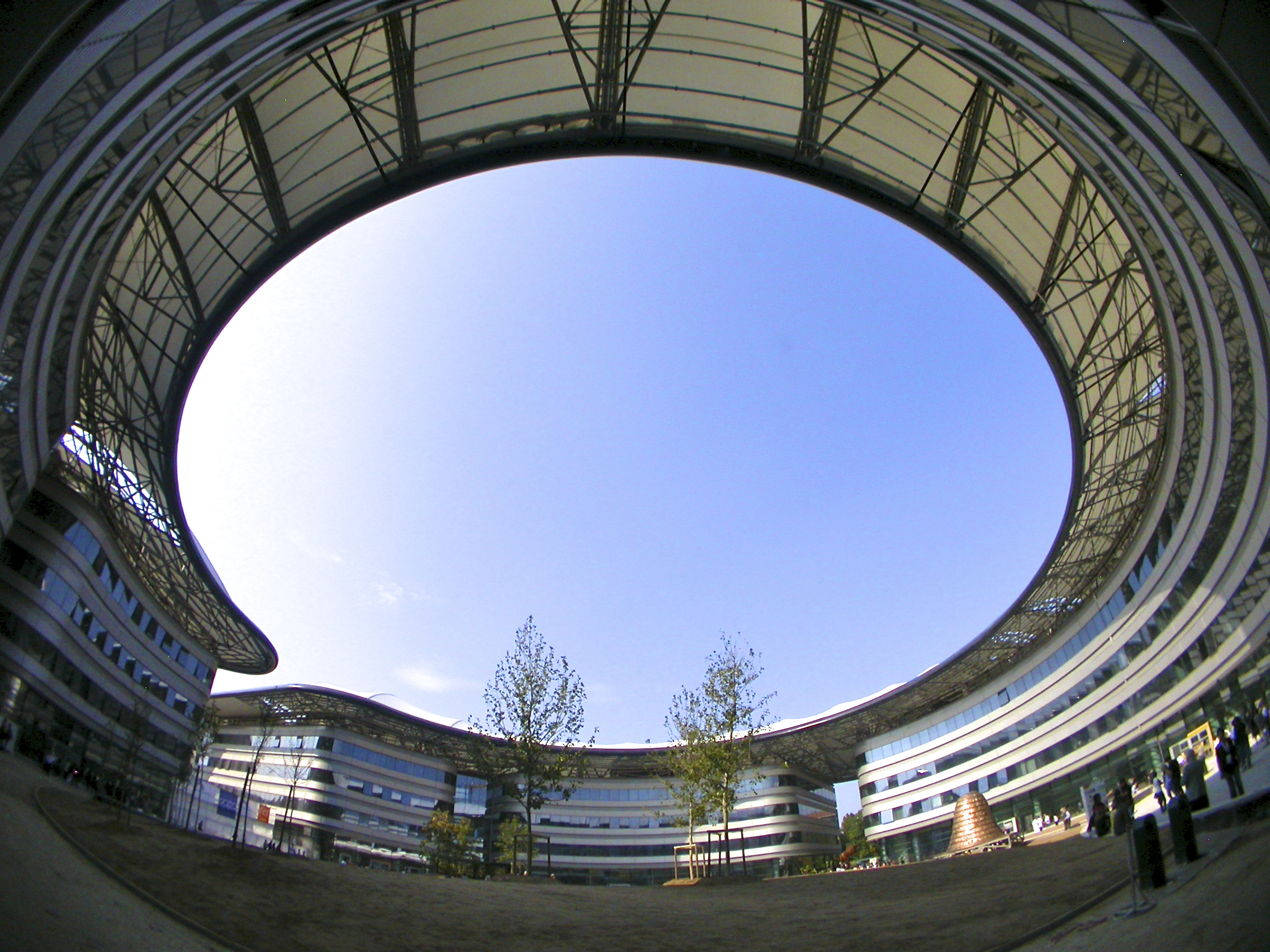
Campus Luigi Einaudi, Torino

- Restauro del Reichstag, Berlino (1992)
- Carré d'Art, Nîmes, Francia (1984-1993)
- Copertura del Cortile Grande del British Museum, Londra (1999)
- Millennium Bridge, Londra (1996-2000)
- ristrutturazione del Reichstag, Berlino (1999)
- City Hall, Londra (2000)
- Stazione Expo MRT, Singapore (2001)
- Stazione della metropolitana Poterie, Rennes, Francia (2001)
- Sede centrale della J Sainsbury, Holborn Circus, Londra (2001)
- 30 St Mary Axe, sede centrale della Swiss Re, Londra (1997-2004)
- 8 Canada Square (HSBC Group Head Office), Londra (2002)
- World Trade Center (San Marino) (1997-2004)
- Sage Gateshead, Gateshead, Inghilterra (2004)
- McLaren Technology Centre, Woking (2004)
- Viadotto di Millau — Gorges du Tarn, Francia (1993-2005)
- National Police Memorial — The Mall, Londra (2005)
- Biblioteca della Facoltà di Filologia, Freie Universität Berlin, Berlino Germania (2005)
- 40 appartamenti di lusso, Sankt Moritz, Svizzera (2005)
- Facoltà di Farmacia, Università di Toronto, Canada (2006)
- Hearst Tower, New York (2006)
- Pensiline di arredo urbano per le fermate di ATM (Milano) (2006)
- Terminal internazionale dell'aeroporto internazionale di Pechino, Cina (2007)
- Casa degli elefanti nello zoo di Copenaghen, Danimarca (2007-2008)
- Azienda vitivinicola Bodegas Portia, Ribera del Duero, Spagna (2010)
- Campus Luigi Einaudi (CLE), Università degli Studi di Torino, Torino (2012)
- Apple Park, Cupertino, California, USA, 2016
- Bloomberg place, Londra, 2016
- Apple Piazza Liberty e riqualificazione di Piazza del Liberty, Milano (2018)

## Progetti in corso
- Corte suprema del Regno Unito, Middlesex Guildhall, Londra (2009)
- Dallas Center for the Performing Arts, Dallas, USA (2009)
- EnCana Office Complex, Calgary, Alberta, Canada (2010)
- Spinningfield square, Manchester (2005-2010)
- Russia Tower, Mosca (2007-2011)
- Santa Giulia, Milano
- "U2 Tower", Dublino, Irlanda (2008-2011)
- Stazione di Firenze Belfiore TAV
- Zenith di Saint-Étienne, Francia
- Crystal Island (2014)
- Yacht Club Monaco, Principato di Monaco
- Masdar City, la «città del post-petrolio», Emirati Arabi, (2015)
- 2 World Trade Center, New York, USA, (2015)
- The Living Wall, Amman, Giordania
- Millennium Tower, Tokyo progetto ancora non realizzato
- FIHPSkyCycle, Londra
- 100 East 53rd Street, New York, 2017

## Documentari
- Quanto pesa il suo edificio Mr Foster? (dir. Carlos Carcas e Norberto Lopez Amado, 2010, 78 minuti)